# U 181
U 181 war ein deutsches U-Boot des Typs IX D2, welches im Zweiten Weltkrieg zum Einsatz kam. U 181 absolvierte insgesamt vier Unternehmungen, auf denen 27 Schiffe mit zusammen 138.769 BRT versenkt wurden. Davon wurden 22 Schiffe mit 103.712 BRT unter dem Kommando von Wolfgang Lüth versenkt.

## Technische Daten
Die Bewaffnung bestand aus sechs Torpedorohren, davon 4 Bug- und 2 Heckrohre mit 24 Torpedos, außerdem besaß das U-Boot ein 10,5 cm Geschütz, eine 3,7 cm und einer 2 cm Flak. Die Besatzung betrug ungefähr 55 Mann. Die Unterseeboote dieses Typs waren Ozeanboote und bestimmt für Fernunternehmungen vor der Küste von Südafrika, im Indischen Ozean und im Fernen Osten. Ihr Fahrbereich war daher auch entsprechend groß. Durch den zusätzlichen Einbau von zwei Diesel-Generatoren mit 1000 PS lag aber die tatsächliche Reichweite bei 31.500 sm bei 10 kn Durchschnittsgeschwindigkeit über Wasser. Brennstoff brauchte dieser U-Kreuzer unterwegs nicht zu ergänzen, vorausgesetzt natürlich, dass sie nicht länger als vorgesehen draußen operieren sollten.  Unter Lüths Kommando führte das Boot ein Symbol am Turm: das Abbild der Spielfarbe Pik. Es handelte sich um eine Kennzeichnung des U-Bootabnahme-Kommandos (UAK), das für jedes vierte bei der DeSchiMAG gefertigte Boot des Typs IX das Pik als Kennzeichnung vorsah. Üblicherweise wurden diese Zeichen nach der Indienststellung höchstens für zwei Wochen beibehalten. Beim Einlaufen in Penang trug U 181 zudem ein Hakenkreuz auf weißem Grund am Turm. Die Patenstadt von U 181 war Posen.

## Einsatzstatistik
Das Boot wurde von der DeSchiMAG (ehemals: AG Weser), Bremen, gebaut und am 9. Mai 1942 der Kriegsmarine übergeben. Bis zum 30. September 1942 war das Boot zur Ausbildung der Besatzung bei der 4. U-Bootflottille in Stettin stationiert. Danach war U 181 als Frontboot zeitweilig der 10. U-Bootflottille in Lorient und ab dem 1. November 1942 der 12. U-Bootflottille in Bordeaux unterstellt.

### 12. September 1942 bis 18. Januar 1943
- 12. September 1942: Abfahrt aus Kiel unter Kapitänleutnant Wolfgang Lüth
- 3. November 1942: Versenkung der US-amerikanischen East Indian (8.159 BRT) (Lage)
- 8. November 1942: Versenkung der Plaudit (Panama 5.060 BRT) (Lage)
- 10. November 1942: Versenkung der KG Meldahl (Norwegen 3.799 BRT) (Lage)
- 13. November 1942: Versenkung der US-amerikanischen Excello (4.969 BRT) (Lage)
- 19. November 1942: Versenkung der Gunda (Norwegen 2.241 BRT) (Lage)
- 20. November 1942: Versenkung der Corinthiakos (Griechenland 3.562 BRT) (Lage)
- 22. November 1942: Versenkung der US-amerikanischen Alcoa Pathfinder (6.797 BRT) (Lage)
- 24. November 1942: Versenkung der britischen Dorington Court (5.281 BRT) (Lage)
- 24. November 1942: Versenkung der Mount Helmos (Griechenland 6.481 BRT) (Lage)
- 28. November 1942: Versenkung der Evanthia (Griechenland 3.551 BRT) (Lage)
- 30. November 1942: Versenkung der Cleanthis (Griechenland 4.153 BRT)
- 2. Dezember 1942: Versenkung der Amarylis (Panama 4.328 BRT) (Lage)
- 18. Januar: Ankunft in Bordeaux

### 23. März 1943 bis 14. Oktober 1943
Als Operationsgebiet der zweiten Unternehmung von U 181, die das Boot am 23. März von Bordeaux aus begann, war der südliche Atlantik, sowie das Seegebiet um Südafrika und der Indische Ozean. Durch die Versenkungen auf dieser Unternehmung qualifizierte sich Kommandant Lüth für die zweithöchste Kriegsauszeichnung, die das Deutsche Reich einem Soldaten zugestand: Das Eichenlaub mit Schwertern und Brillanten zum Ritterkreuz. Mit Wirkung zum 9. August bekam Wolfgang Lüth als erster Angehöriger der Kriegsmarine diese Auszeichnung zugesprochen.
- 11. April 1943: Versenkung der britischen Empire Whimbrel (5.983 BRT) (Lage)
- 11. Mai 1943: Versenkung der britischen Tinhow (5.232 BRT) (Lage)
- 27. Mai 1943: Versenkung der Sicilia (Schweden 1.633 BRT) (Lage)
- 7. Juni 1943: Versenkung der britischen Harrier (193 BRT) (Lage)
- 2. Juli 1943: Versenkung der britischen Hoihow (2.798 BRT) (Lage)
- 15. Juli 1943: Versenkung der britischen Empire Lake (2.852 BRT) (Lage)
- 16. Juli 1943: Versenkung der britischen Fort Franklin (7.135 BRT) (Lage)
- 4. August 1943: Versenkung der britischen Dalfram (4.558 BRT) (Lage)
- 7. August 1943: Versenkung der britischen Umvuma (4.419 BRT) (Lage)
- 12. August 1943: Versenkung der britischen Clan MacArthur (10.528 BRT, Teil des DN-55-Konvois) (Lage)
- 18. Oktober 1943: Ankunft in Bordeaux

### 16. März 1944 bis 8. August 1944
- 16. März 1944: Abfahrt von Bordeaux unter Fregattenkapitän Kurt Freiwald
- 1. Mai 1944: Versenkung der britischen Janeta (5.312 BRT) Die Janeta befand sich als Einzelfahrer auf dem Weg von Algier nach Rio de Janeiro, als sie von Freiwald versenkt wurde. (Lage) Vierzehn Mann der Besatzung fanden den Tod und 34 wurden von anderen Schiffen aufgenommen. Zehn Mann wurden am 12. Mai durch den Zerstörer USS Algier gerettet und nach Bahia gebracht. Der schwedische Frachter Freja rettete 15 Besatzungsmitglieder am 15. Mai und brachte sie nach Rio de Janeiro. Neun weitere Seeleute erreichten in ihrem Rettungsboot die brasilianische Küste und landeten am 17. Mai in Belmonte an.[3]
- 19. Juni 1944: Versenkung der Garoet (Niederlande 7.118 BRT) (Lage)
- 15. Juli 1944: Versenkung der britischen Tanda (7.174 BRT) (Lage)
- 19. Juli 1944: Versenkung der britischen King Frederick (5.265 BRT) (Lage)
- 8. August 1944: Ankunft in Penang

### 30. August 1944 bis 31. August 1944
- 30. August 1944: Abfahrt von Penang unter Kurt Freiwald
- 31. August 1944: Ankunft in Singapur

### 23. September 1944 bis 25. September 1944
- 23. September 1944: Abfahrt von Singapur unter Kurt Freiwald
- 25. September 1944: Ankunft in Batavia

### 19. Oktober 1944 bis 5. Januar 1945
- 19. Oktober 1944: Abfahrt von Batavia unter Kurt Freiwald
- 2. November 1944: Versenkung der US-amerikanischen Fort Lee (10.198 BRT) (Lage)
- 5. Januar 1945: Ankunft in Batavia

### 14. Januar 1945 bis 16. Januar 1945
- 14. Januar 1945: Abfahrt von Batavia unter Kurt Freiwald
- 16. Januar 1945: Ankunft in Singapur

### 6. Mai 1945 bis 15. Juli 1945
- 6. Mai 1945: Übernahme von U 181 durch die Japaner im Hafen von Singapur und Indienststellung als I 501 für die Kaiserliche Japanische Marine am 15. Juli 1945.[4]
- Kapitulation gegenüber britischen Streitkräften am 7. August 1945 in Singapur. Übernahme durch die Briten nach der Kapitulation von Japan.
- 16. Februar 1946: Versenkung durch Wasserbomben der britischen Fregatten HMS Loch Glendhu und HMS Loch Lomond

## Näheres über den Aufenthalt in Südostasien

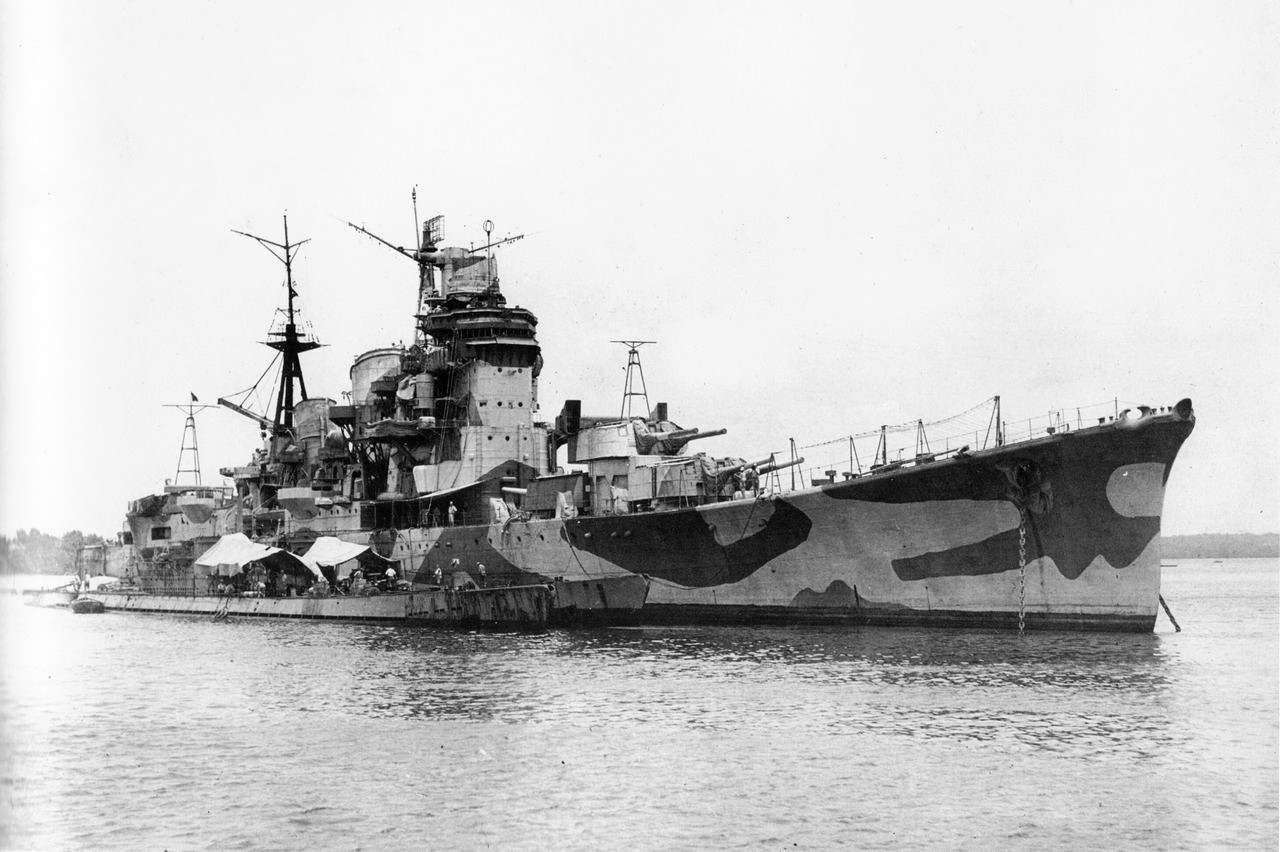
I-501 (vormals U 181) und I-502 (vormals U 862), liegen 1946 nach der Kapitulation neben dem japanischen Kreuzer Myōkō in Singapur.

Vom Kommandanten Kurt Freiwald wurde im Jahre 1944 ein Maschinenschaden gemeldet, welcher größere Unternehmungen ausschloss. Ursache soll das von den Japanern gelieferte Schmieröl gewesen sein, das für die Maschinen des Bootes nur bedingt geeignet war. Dies verursachte im Steuerbord-Hauptdiesel und in einem Hilfsdiesel Kolben- und Lagerschäden, was zum Ausfall der beiden Motoren führte.
Der Versuch, sich mit dem nicht mehr voll fahrbereiten Boot in die Heimatgewässer durchzuschlagen, wurde von Freiwald als aussichtslos angesehen. Durch Mitglieder der Besatzung ist heute bekannt, dass er ohnehin schon damals den Krieg als verloren ansah und seine Besatzung nicht in unnötige Gefahr bringen wollte.